# АТХ-D
Код АТХ-D (англ. АТС-D) «Препараты для лечения заболеваний кожи» — раздел система буквенно-цифровых кодов Анатомо-терапевтическо-химической классификации, разработанных Всемирной организацией здравоохранения для классификации лекарств и других медицинских продуктов.
Коды для применения в ветеринарии (ATCvet коды) могут быть созданы путём добавления буквы Q в передней части человеческого Код ATC: QD.
Из-за различных национальных особенностей в классификацию АТС могут включаться дополнительные коды, которые отсутствуют в этом списке, который составлен Всемирной организацией здравоохранения.
- АТХ код D01 — Противогрибковые препараты для лечения заболеваний кожи
- АТХ код D02 — Дерматопротекторы
- АТХ код D03 — Препараты для лечения ран и язв
- АТХ код D04 — Препараты для лечения зуда (включая антигистаминные препараты и анестетики)
- АТХ код D05 — Препараты для лечения псориаза
- АТХ код D06 — Антибиотики и противомикробные средства, применяемые в дерматологии
- АТХ код D07 — Кортикостероиды для местного лечения заболеваний кожи
- АТХ код D08 — Антисептики и дезинфицирующие препараты
- АТХ код D09 — Перевязочный материал
- АТХ код D10 — Препараты для лечения угревой сыпи
- АТХ код D11 — Прочие препараты для лечения заболеваний кожи